# Порт-Морсбі
Порт-Мо́рсбі (англ. Port Moresby, ток-пісін Pot Mosbi) — столиця (з 1975) і головний порт Папуа Нової Гвінеї — навколо найбільшої бухти острова Нова Гвінея. Станом на 2000 в столиці проживало 183 900 жителів. Першим європейцем, що відкрив це портове місто, був британський мандрівник Джон Морсбі в 1873 році.

## Історія
Через майже 15 років, після відкриття, була утворена колонія за назвою Британська Нова Гвінея, і Порт-Морсбі став її столицею. За тисячі років до приходу європейців тут жили моту й кої-табу. Моту, які прийшли 2000 років тому, змогли вижити, незважаючи на бідні ґрунти й маленьку кількість атмосферних опадів. Вони будували великі човни (близько 15 метрів в довжину), за допомогою яких можна було плавати навіть через океан. На човнах вони плавали через протоку Папуа, щоб вимінювати глиняний посуд на борошно.
Під час Другої світової війни японська армія намагалася захопити Порт-Морсбі, щоб контролювати Коралове море й південну частину Тихого океану. У битві у Кораловому морі 1942 року флот союзників дав відсіч японському флоту, що направлявся до Порт-Морсбі. Через рік японці зазнали поразки при спробі взяти місто з боку гір Оуен Стенлі.

## Географія
Географічне розташування утворює особливий мікроклімат Порт-Морсбі. Через гірське пасмо Оуен Стенлі щорічне випадання опадів становить усього 1 200 мм — це набагато менше ніж в інших районах Папуа Нової Гвінеї. Із цим пов'язані короткочасні посухи та нестача питної води. У той же час гори рятують місто від повеней, які регулярно відбуваються через зливи в іншій частині країни з травня по листопад. З боку моря місто захищене кораловими рифами, які рятують його від непогоди, що приходить із північними вітрами.
Завдяки розвитку промисловості в останні роки, місто значно виросло. З 1980 по 1990 роки населення Порт-Морсбі майже подвоїлося. Разом з населенням у багато разів зросла злочинність. Майже половина жителів злидарює в легких хижах.
Навколо міста розташовані каучукові плантації, молочні й експериментальні тваринницькі ферми. Порт-Морсбі експортує копру, каву, каучук, деревину й золото. В 1998 році став до ладу нафтопереробний завод. У місті є університет.

### Клімат
Місто знаходиться у зоні, котра характеризується вологим тропічним кліматом. Найтепліший місяць — січень із середньою температурою 27.8 °C (82 °F). Найхолодніший місяць — липень, із середньою температурою 25.6 °С (78 °F).
| Клімат Порт-Морсбі      | Клімат Порт-Морсбі | Клімат Порт-Морсбі | Клімат Порт-Морсбі | Клімат Порт-Морсбі | Клімат Порт-Морсбі | Клімат Порт-Морсбі | Клімат Порт-Морсбі | Клімат Порт-Морсбі | Клімат Порт-Морсбі | Клімат Порт-Морсбі | Клімат Порт-Морсбі | Клімат Порт-Морсбі | Клімат Порт-Морсбі |
| Показник                | Січ.               | Лют.               | Бер.               | Квіт.              | Трав.              | Черв.              | Лип.               | Серп.              | Вер.               | Жовт.              | Лист.              | Груд.              | Рік                |
| Абсолютний максимум, °C | 36                 | 36                 | 35                 | 34                 | 33                 | 33                 | 33                 | 33                 | 35                 | 35                 | 36                 | 36                 | 36                 |
| Середній максимум, °C   | 31                 | 31                 | 31                 | 31                 | 30                 | 30                 | 29                 | 30                 | 30                 | 31                 | 32                 | 32                 | 31                 |
| Середня температура, °C | 27                 | 27                 | 27                 | 27                 | 26                 | 26                 | 25                 | 26                 | 26                 | 27                 | 27                 | 27                 | 27                 |
| Середній мінімум, °C    | 23                 | 22                 | 22                 | 22                 | 22                 | 22                 | 21                 | 21                 | 22                 | 22                 | 22                 | 23                 | 22                 |
| Абсолютний мінімум, °C  | 20                 | 18                 | 18                 | 16                 | 14                 | 14                 | 13                 | 15                 | 14                 | 16                 | 16                 | 19                 | 13                 |
| Норма опадів, мм        | 170                | 200                | 210                | 140                | 60                 | 40                 | 20                 | 30                 | 30                 | 30                 | 60                 | 130                | 1170               |
| ----------------------- | ------------------ | ------------------ | ------------------ | ------------------ | ------------------ | ------------------ | ------------------ | ------------------ | ------------------ | ------------------ | ------------------ | ------------------ | ------------------ |
| Джерело: Weatherbase    |                    |                    |                    |                    |                    |                    |                    |                    |                    |                    |                    |                    |                    |

## Національний столичний округ
Національний столичний округ — урбанізована територія самого міста Порт-Морсбі і його передмість. Населені пункти, що входять до складу округу: Баділі, Бороко, Вайгані, Габуту, Гереху, Гогола, Гогола-Норт, Гордонс, Гордонс-Норт, Еріма, Каугере, Кила, Коки, Конедобу, Коробозеа, Матирого, Мората, Ньютаун, Сабама, Сарага і Фрімайл. До складу округу входить найбільше село Папуа Нової Гвінеї — Гануабада.

## Уродженці
- Езекіель Анісі (1988—2017) — політичний діяч Папуа Нової Гвінеї.